# South-American Beach Games 2019/Beachhandball
Der Beachhandball-Wettbewerb bei den South-American Beach Games 2019 (spanisch Juegos Suramericanos de Playa 2019; portugiesisch Jogos Sul-Americanos de Praia 2019) waren die vierte Austragung eines Beachhandball-Wettbewerbs im Rahmen der South-American Beach Games. Der Wettbewerb wurde vom 17. bis 19. März des Jahres am Strand Estadio rojo de La Florida (Balneario La Florida) in Rosario, Argentinien von der Organización Deportiva Suramericana (ODESUR) durchgeführt.

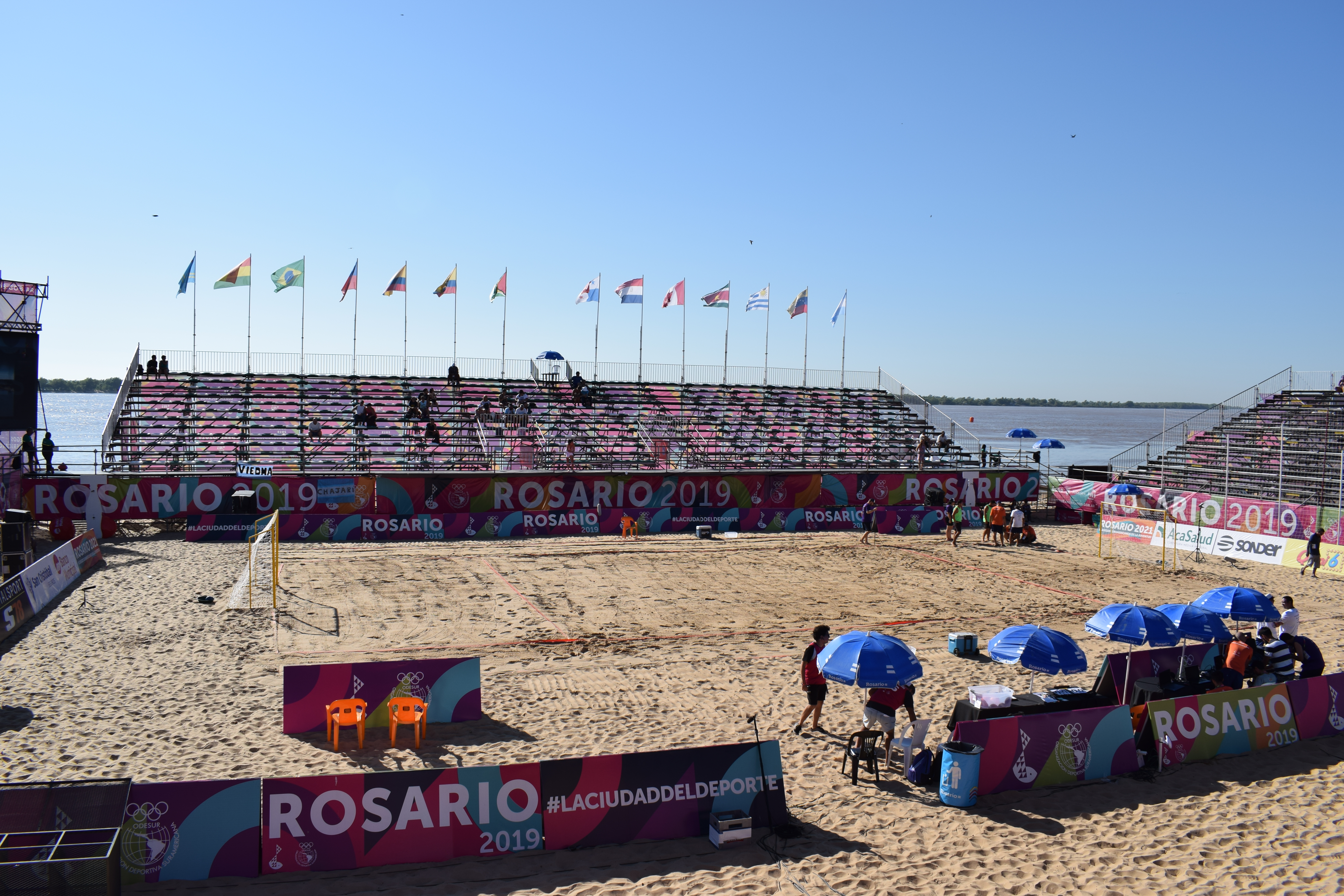
Blick in das Beachhandball-Stadion

Aufgrund von organisatorischen Schwierigkeiten dauerte es im Vergleich zu den letzten South-American Beach Games fünf Jahre, bis es zu einer neuen Austragung kam. Erstmals fand dabei ein internationales Turnier für Beachhandball-Nationalmannschaften in Argentinien statt. Bei den Männern nahmen mit neun Mannschaften nicht nur die größte Zahl überhaupt teil, sondern auch alle neun südamerikanischen Staaten, die bislang schon einmal eine Beachhandball-Nationalmannschaft aufgestellt hatten. Damit fehlte von allen Flächenstaaten nur Bolivien. Bei den Frauen wurde mit sieben Mannschaften der Rekord von 2011 eingestellt.
Bei den Männern konnte Brasilien nach der Rückkehr in den Wettbewerb wieder einen Sieg einfahren, bei den Frauen konnten die Frauen Argentiniens ihren Heimvorteil nutzen und die Entwicklung des letzten Jahrzehnts mit einem stetigen Leistungsanstieg bestätigen und gewann erstmals einen internationalen Titel.
| Frauen Details | Rosario, Argentinien | Argentinien | 2:1 | Brasilien | Paraguay  | 2:0 | Venezuela |
| Männer Details | Rosario, Argentinien | Brasilien   | 2:1 | Uruguay   | Venezuela | 2:0 | Chile     |

## Platzierungen der Mannschaften

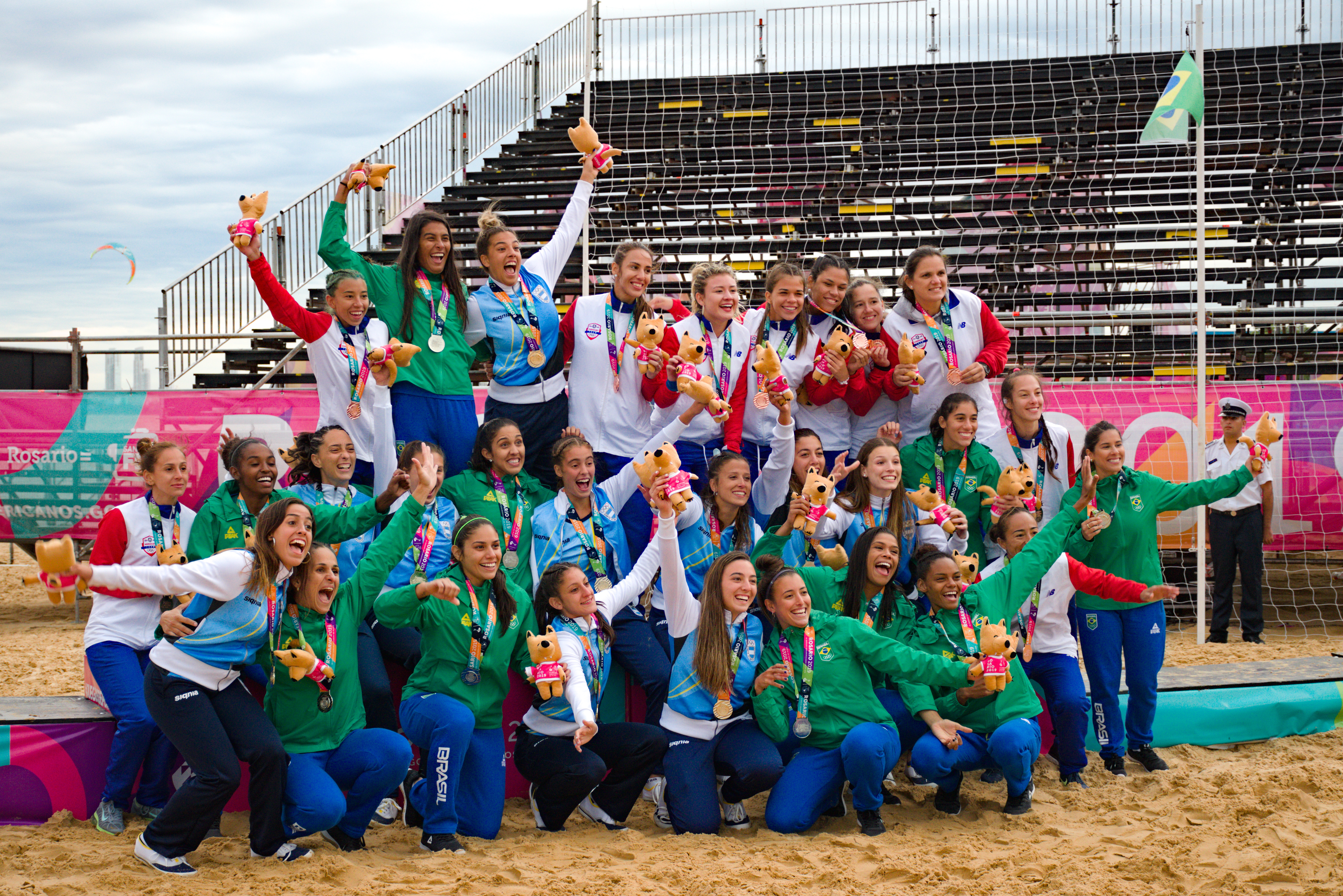
Die weiblichen Medaillengewinner

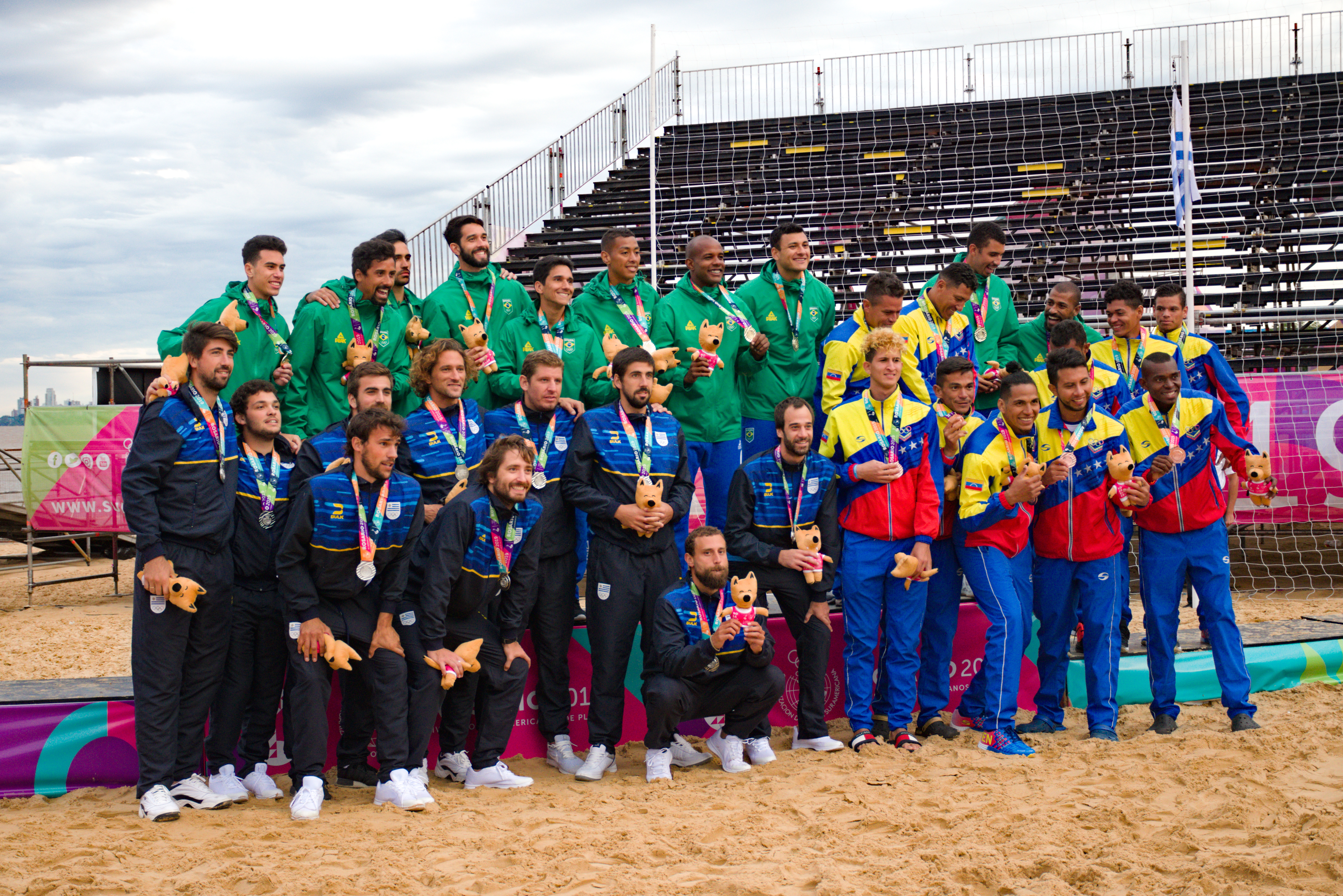
Die männlichen Medaillengewinner

| Nation         | Frauen | Männer |
| -------------- | ------ | ------ |
| Argentinien    | 1      | 5      |
| Brasilien      | 2      | 1      |
| Chile          | 5      | 4      |
| Ecuador        | –      | 6      |
| Kolumbien      | 6      | 9      |
| Paraguay       | 3      | 7      |
| Peru           | 7      | 8      |
| Uruguay        | –      | 2      |
| Venezuela      | 4      | 3      |
| Teilnehmerzahl | 7      | 9      |

| Legende | Legende | Legende | Legende              |
| ------- | ------- | ------- | -------------------- |
| 1       | 2       | 3       | Podest-Platzierungen |
| 4       | 4       | 4       | Halbfinalist         |